# Shijiazhuang
Shijiazhuang (vereenvoudigd Chinees: 石家庄; traditioneel Chinees: 石家莊; pinyin: Shíjiāzhuāng; "Het dorp met het stenen huis") is een stad in de noordoostelijke provincie Hebei, China, ongeveer 320 kilometer ten zuiden van Peking. Het is de hoofdstad van de provincie Hebei. De bevolking van de prefectuur bedroeg 11.235.086 bij de census van 2020, waarvan 6.450.000 in de stad zelf.
Shijiazhuang is een jonge stad die pas in jaren 50 van 20e eeuw werd gesticht. In de jaren 70 werd het de hoofdstad van de provincie Hebei en sindsdien heeft het een snelle ontwikkeling doorgemaakt.

## Economie
Shijiazhuang is een belangrijke industriële stad en is het economische centrum van Hebei. De belangrijkste industrieën zijn textiel, farmacie en chemische industrieën. Het is de thuisbasis van de Jingye Group, die hier een grote staalfabriek heeft.

## Bezienswaardigheden
Als jonge industriële stad heeft Shijiazhuang weinig bezienswaardigheden van historisch of cultureel belang. Wel zijn er diverse bezienswaardigheden in de omringende gebieden, zoals:
- Het klooster van Longxing in Zhengding, 15 kilometer ten noorden van Shijiazhuang
- De berg Cangyan, 50 kilometer ten zuidwesten van de stad

## Vervoer
Shijiazhuang is een vervoersslagader: het ligt op het kruispunt van de spoorwegen Peking-Guangzhou, Taiyuan-Dezhou en Shuozhou-Huanghua. Het is ook een halte op de hogesnelheidslijn Peking-Hongkong. Ook lopen er diverse snelwegen door de stad, waaronder de snelwegen Peking-Shenzhen en Taiyuan-Cangzhou. Er is een luchthaven, de Shijiazhuang Zhengding International Airport, die de stad met diverse belangrijke Chinese steden verbindt.
In de stad wordt de Metro van Shijiazhuang sinds 2017 uitgebouwd.

## Geboren
- Li Yanxi (1984), hink-stap-springer